# Distretto di Lautém
Lautém è un distretto del Timor Est. Il capoluogo Lospalos è la città più popolata e importante del distretto.
Lautém è uno dei più grandi distretti del Timor Est ed è in assoluto il più Orientale e viene bagnato da due mari, il Mar di Timor e il Mar di Banda. Il distretto ha anche confini terrestri con altri distretti del Timor Est come il Distretto di Viqueque e quello di Baucau entrambi a Occidente. A Oriente poco lontano dalla costa si trova la piccola isola di Jaco.
Il portoghese e il tetum sono le lingue ufficialmente riconosciute dallo stato ma sono parlate anche alcune Lingue papuasiche come il Fataluku.